# غوثك روك
الغوثك روك أو الروك القوطي (بالإنجليزية: Gothic Rock)‏، هي موسيقى من فرع معين موسيقي يسمى البوست بانك. البوست بانك بدايته مع السبعينات وبداية الغوث روك في الثمانينات، الموسيقى ليست صاخبة كالمتال والهارد روك انما تعتمد على الشعر والحنكة وظلام الإنسان ووحدته في الموسيقى بعيدا عن الناس.